# Ernest Goüin

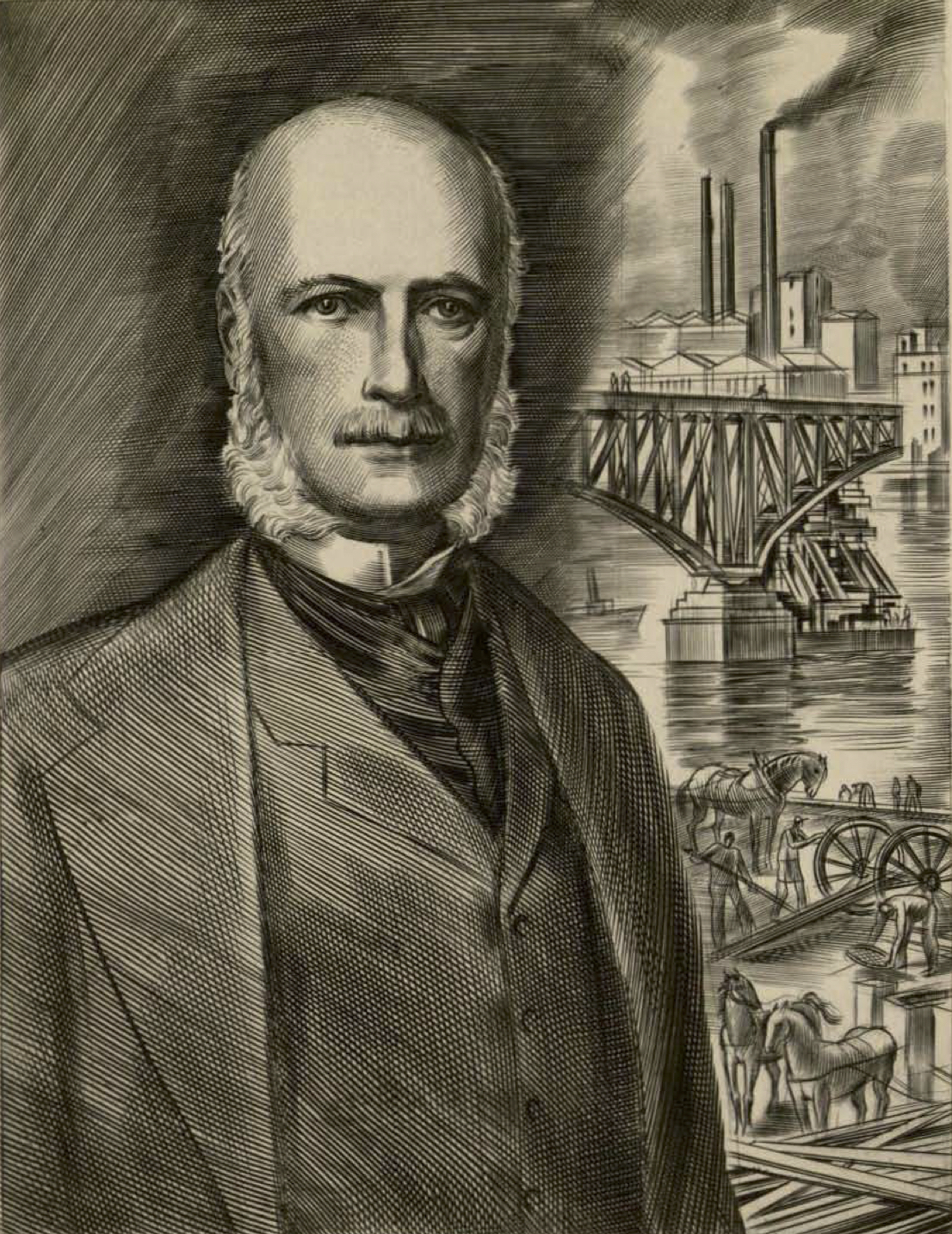
Ernest Goüin

Ernest Goüin (ur. 1815 w Tours, zm. 1885) – francuski inżynier i przedsiębiorca. Twórca m.in. mostu Małgorzaty w Budapeszcie. Jego nazwisko pojawiło się na liście 72 nazwisk na wieży Eiffla.